# Anchimolgus latens
Anchimolgus latens is een eenoogkreeftjessoort uit de familie van de Anchimolgidae. De wetenschappelijke naam van de soort is voor het eerst geldig gepubliceerd in 1978 door Humes.